# ГАЕС Ерцхаузен
ГАЕС Ерцхаузен — гідроакумулююча електростанція в Німеччині на північному заході країни, у федеральній землі Нижня Саксонія між Ганновером та Геттінгеном.
Будівництво станції розпочали у середині 1950-х та завершили у 1964 році. Обидва резервуари ГАЕС створені штучно: нижній у заплаві річки Лайне (басейн Везера), верхній на кряжі Selter. Останній забезпечує накопичення 1,6 млн м3 води, чого вистачає для роботи станції із номінальною потужністю протягом 4 годин 40 хвилин.
Верхній резервуар з'єднують із машинним залом два водоводи довжиною 1200 метрів, які забезпечують напір у 285 метрів. Сам зал споруджено у підземному виконанні та обладнано чотирма турбінами типу Френсіс номінальною потужністю по 55 МВт (максимальна — 57 МВт), а також чотирма насосами для накопичення води потужністю по 58 МВт.
В середині 2010-х років власник ГАЕС розробив проект збільшення місткості верхнього резервуару на 10—12 % за рахунок встановлення протихвильового захисту, що дозволить збільшити максимальний рівень води.
Також можливо відзначити, що ГАЕС Ерцхаузен слугує центральним пунктом управління для ряду інших ГЕС, споруджених на річках Везер, Верра, Фульда, Хунте та Едер.